# Marcel Palonder
Marcel Palonder, född 3 februari 1964 i Humenné, är en slovakisk sångare, kompositör, musikalartist och musikpedagog. Han är farbror till skådespelaren och sångaren Tomáš Palonder.
Palonder har studerat vid musikhögskolan i Bratislava. Han bildade gruppen Mandragora 1987, som rönte framgångar i Tjeckoslovakien. Han flyttade sedan till Nice i Frankrike för att studera opera i närliggande Monaco. Han återvände till Tjeckoslovakien 1991 och bildade gruppen Accident's Happen 1992. Sedan 2005 arbetar han med musikgruppen Deep’n Space.
Palonder representerade Slovakien i Eurovision Song Contest 1996 med bidraget Kým nás máš. I den för det året unika uttagningen till finalen kom bidraget på sjuttonde plats med 36 poäng. I själva finalen slutade bidraget på artonde plats med 19 poäng. Han har sedan varit en del av juryn i den slovakiska uttagningen till tävlingen 2009. Han deltog i den slovakiska uttagningen 2010 tillsammans med brorsonen Tomáš Palonder med bidraget Slová slov. De lyckades inte kvalificera sig till finalen.

## Diskografi
- Cudzinec v tvojom srdci (1992)
- Vianoce 2012 (2012)